# Legge di guerra
„Правила ратовања” (Legge di guerra) је југословенско-италијански филм први пут приказан 5. маја 1961. године.

## Улоге
| Глумац            | Улога                          |
| ----------------- | ------------------------------ |
| Маријан Ловрић    | Анте                           |
| Бранко Плеша      | Дон Стефано (као Бранца Плеса) |
| Мира Сардоч       | Саира                          |
| Бранка Флорјанц   | Рита                           |
| Саша Миклавц      | Лукас                          |
| Јанез Врховец     | Немачки талац                  |
| Стане Потокар     |                                |
| Нико Владимировић |                                |
| Метка Бучар       |                                |
| Макс Фурлан       |                                |
| Вида Јуван        |                                |
| Ангелца Хлебце    |                                |
| Мила Качић        |                                |
| Јожа Марковић     |                                |